# Egyszínű seregély
Az egyszínű seregély (Sturnus unicolor) a madarak osztályának verébalakúak (Passeriformes) rendjébe és a seregélyfélék (Sturnidae) családjába tartozó faj.

## Előfordulása
Afrika északnyugati részén, a Földközi-tenger vidékén, Málta, Szicília, Szardínia és Korzika szigetein honos. Nem vonuló madár.

## Megjelenése
Testhossza 21-23 centiméter, szárnyfesztávolsága 38-42 centiméter, testtömege 85-95 gramm. Tollazata teljesen fekete, csőre sárga. A nemek hasonlóak.
A többi seregélytől a fej-, mell- és tarkótollainak különös, hosszú és keskeny alakja és fakó, palaszín, gyenge ércfényű színezete által is megkülönböztethető.

## Életmódja
Rovarokkal és gyümölcsökkel táplálkozik.

## Szaporodása

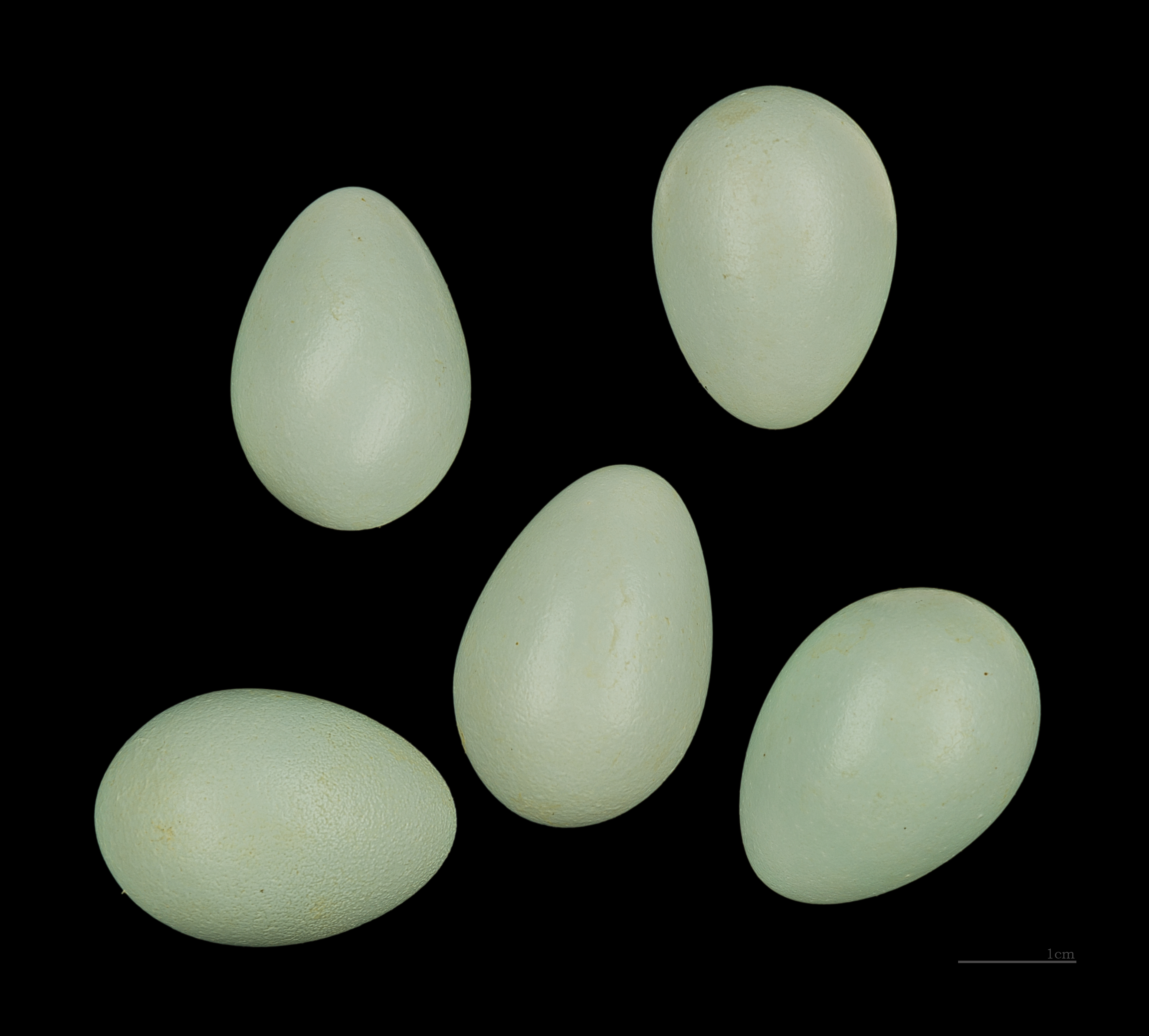
Sturnus unicolor

Fészekalja 5-6 tojásból áll.